# Daconotus patricius
Daconotus patricius är en insektsart som beskrevs av Capener 1968. Daconotus patricius ingår i släktet Daconotus och familjen hornstritar. Inga underarter finns listade i Catalogue of Life.